# Palatul Ancora
Palatul Ancora (în maghiară Horgony-palota, în germană Das Anker Palast) este unul din imobilele istorice din zona Iosefin. Este situat pe malul Begăi în dreptul bulevardului General Ion Dragalina. Palatul a fost construit între anii 1901–1902, fiind proiectat de Martin Gemeinhardt în stil eclectic istoricist, cu un turn de inspirație medievală decorat cu o ancoră. Face parte din Situl urban „Vechiul Cartier Iosefin”, monument istoric având codul LMI TM-II-s-B-06098.

## Istoric
Zona din apropiere de pe malul Begăi era inițial cunoscută sub numele de Zum Grünen Anger (în română La Ogorul Verde). „Anger” este un cuvânt arhaic de origine germană care desemnează termenul „ogor”, acesta fiind confundat cu „Anker” (în română Ancoră). Era folosită pentru grădinărit și aparținea familiei Sailer. Pe colțul pe care se înalță astăzi palatul s-a construit o mică clădire în care a funcționat o perioadă Oficiul de Navigație al Portului Comercial din Timișoara. Ulterior acolo s-a deschis restaurantul „Ancora de Aur”. O nepoată moștenitoare a filantropului Anton Sailer s-a măritat cu Aladár Kuderlich, fost director al Băncii de Credit, filiala Elisabetin. În 1902 Kuderlich a construit pe locul restaurantului palatul cunoscut drept „Palatul Kuderlich” sau „Palatul Kuderlich–Sailer”. La parterul palatului s-a reluat funcționarea restaurantului, confuzia cu firma restaurantului fiind acceptată în denumirea de „Palatul Ancora”, iar pe palat s-a folosit motivul decorativ al ancorei.

## Descriere
Clădirea este situată pe malul canalului Bega, pe colțul de est al intersecției dintre Bd. General Ion Dragalina și Splaiul Tudor Vladimirescu. Este o clădire mare, având la parter spații comerciale, iar la cele două etaje locuințe. Autorizația de construcție este din 24 august 1901, clădirea fiind finalizată la 7 iulie 1902. Este considerat unul dintre primele palate proiectate de Martin Gemeinhardt.
Stilul este eclectic istoricist cu decorațiuni neoromanice și neogotice, având frontoane supradimensionate, iar turnul de pe colț cu secțiunea circulară și acoperișul conic este de inspirație medievală.

## Monument istoric
Palatul face parte din Situl urban „Vechiul Cartier Iosefin”, monument istoric având codul LMI TM-II-s-B-06098.